# Nina Nikolajewna Smolejewa
Nina Nikolajewna Smolejewa (russisch Ни́на Никола́евна Смоле́ева; * 28. März 1948 in Wolchow, Oblast Leningrad als Nina Nikolajewna Nikitina) ist eine ehemalige sowjetische Volleyballspielerin.
Smolejewa gewann mit der sowjetischen Nationalmannschaft bei den Olympischen Spielen zweimal Gold (1968 in Mexiko und 1972 in München) sowie Silber 1976 in Montreal. Außerdem wurde die Außenangreiferin 1970 Weltmeisterin und viermal Europameisterin (1967, 1971, 1975 und 1977). Hinzu kommt der Gewinn des Weltpokals 1973.
Mit Dynamo Moskau gewann Smolejewa zwischen 1970 und 1977 jeweils sechsmal die sowjetische Meisterschaft und den Europapokal der Landesmeister.
2006 wurde Smolejewa in die „Volleyball Hall of Fame“ aufgenommen.